# Hana Jendrichovská
Hana Jendrichovská (Ostrava, 17 luglio 1973) è un'ex cestista slovacca, fino al 1992 cecoslovacca.

## Carriera
Con la Slovacchia ha disputato i Campionati europei del 2001.